# Santa Cecilia (Yucatán)
Santa Cecilia es una población del estado de Yucatán, México, localizada en el municipio de Tetiz, ubicada en la parte nor-oeste de dicho estado peninsular.

## Toponimia
El nombre (Santa Cecilia) hace referencia a Cecilia de Roma.

## Demografía
Según el censo de 2005 realizado por el INEGI, la población de la localidad era de 0 habitantes, de los cuales 1491 eran hombres y 1446 eran mujeres.
| 2                           | 0 | 0 | 0 | 0 | 0 |
| (Fuente: INEGI [Consultar]) |   |   |   |   |   |

## Galería

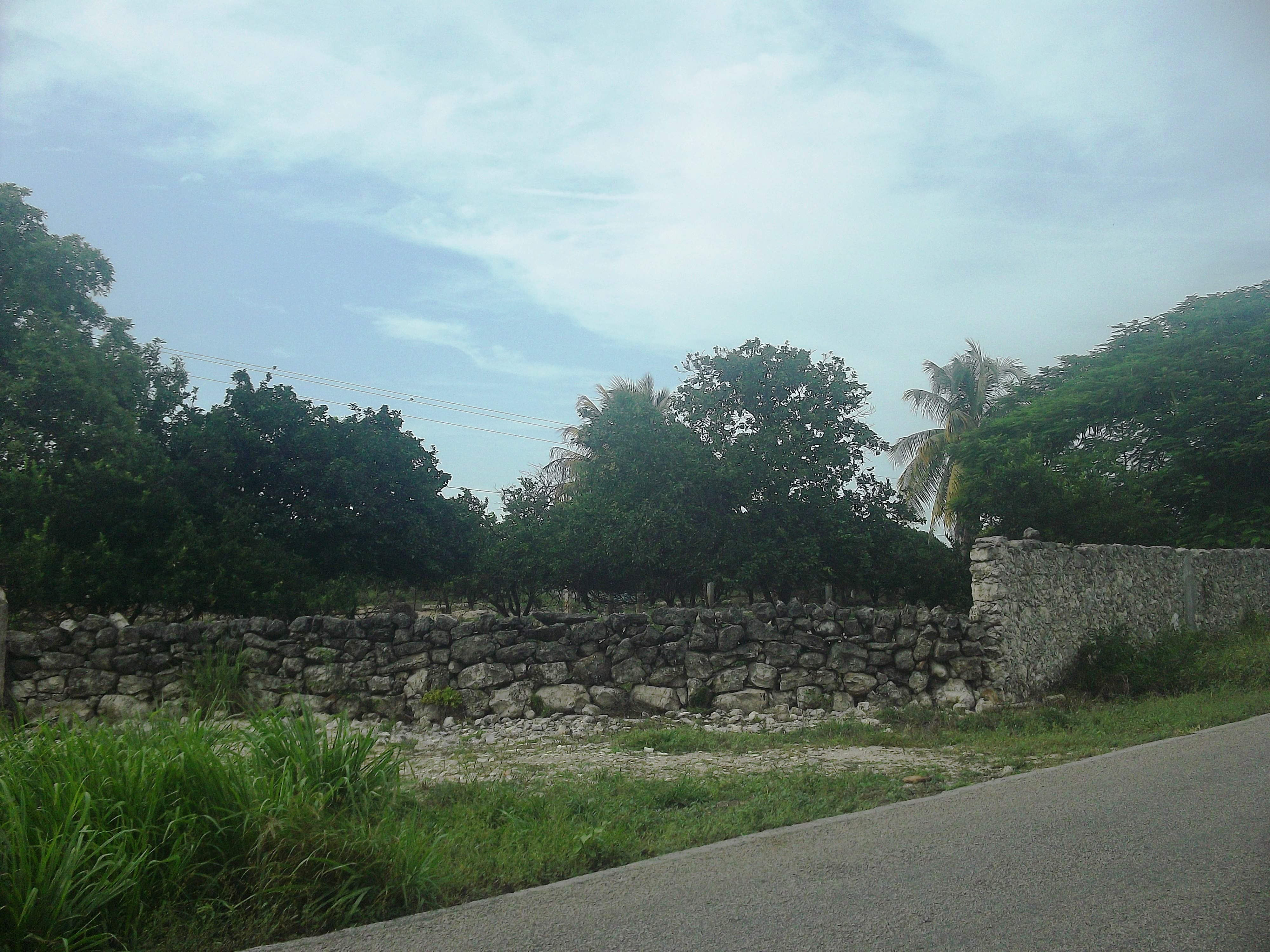
Vista de Santa Cecilia.